# تیبی (آلاباما)
تیبی (به انگلیسی: Tibbie) شهرکی در شهرستان واشینگتن ایالت آلاباما است که مساحت آن ۴٫۵۸ کیلومترمربع است و در سرشماری سال ۲۰۱۰ میلادی، ۴۱ نفر جمعیت داشته و تراکم جمعیتی آن، ۸٫۹۵ در کیلومترمربع بوده است.